# Beck - De gesloten kamer
Beck - De gesloten kamer (1993) is een Nederlands-Belgische film naar het gelijknamige Zweedse misdaadboek uit de Martin Beck-reeks van Maj Sjöwall en Per Wahlöö. De hoofdrol wordt gespeeld door Jan Decleir. Voor de film is de plaats van handeling verplaatst van het oorspronkelijke Stockholm naar Antwerpen.

## Verhaal
Martin Beck, revaliderend van een schotwond, onderzoekt de schijnbaar onmogelijke zaak van een lijk gevonden in een van binnenuit afgesloten kamer. Daarbij stuit hij op de jonge bijstandsmoeder Monita en probeert haar te helpen. Tegelijkertijd jagen zijn collega's onder leiding van de megalomane Fisher op twee bankovervallers. De twee zaken lijken bij elkaar te komen bij de persoon van Winter alias Waterman, een kruimeldief die betrokken is bij drugshandel en heling.

## Rolverdeling
| Acteur              | Personage       |
| ------------------- | --------------- |
| Jan Decleir         | Martin Beck     |
| Els Dottermans      | Monita          |
| Warre Borgmans      | Winter/Waterman |
| Jakob Beks          | Fisher          |
| Marc Peeters        | Colbert         |
| Geert de Jong       | Roza Moreels    |
| Josse De Pauw       | Gilles          |
| Lucas Vandervost    | Brulot          |
| Sien Eggers         | Ella            |
| Christian van Acker | Vandenstene     |
| Hugo Van den Berghe | Oscar Lamarche  |
| Mark Van Eeghem     | De Smedt        |

## Ontvangst
De critici ontvingen de film goed ('Vakwerk op de vierkante centimeter') en Els Dottermans ontving voor haar rol een Gouden kalf. Financieel was de film een flop: na een roulement van enkele weken verdween de film geruisloos uit de bioscoop.

## Vergelijking met het boek
Omdat de film zich, in tegenstelling tot het boek, in Antwerpen afspeelt, werden de namen van veel personages veranderd: Winter = Mauritzon, Fisher = Bulldozer Olsson, Colbert = Kolberg, Roza Moreels = Rhea Nielsen, Gilles en Brulot = Malmström en Mohrén, Oscar Lamarche = Oscar Hjelm, etc. Daarnaast knoopte scenarioschrijver Bijl de twee verhaallijnen aan elkaar door Beck en Monita aan elkaar te koppelen - in het boek begint Beck een relatie met huisbaas Rhea Nielsen (hier gespeeld door Geert de Jong).

## Noot
1. ↑  Henk van Gelder, Hollands Hollywood, Amsterdam 1995, p. 358.